# Баски (Италия)
 Тази статия е за градчето в Италия.  За етническа група в Испания и Франция вижте Баски.  
Ба̀ски (на италиански: Baschi) е малко градче и община в Централна Италия, провинция Терни, регион Умбрия. Разположено е на 165 m надморска височина. Населението на общината е 2481 души (към 2010 г.).